# Косте I (Катанија)
Косте I је насеље у Италији у округу Катанија, региону Сицилија.
Према процени из 2011. у насељу је живело 85 становника. Насеље се налази на надморској висини од 207 м.